# Pozywając diabła
Pozywając diabła (ang. Suing the Devil) – australijsko-amerykański film z pogranicza komediodramatu i thrillera z 2011 roku.

## Opis fabuły
Luke O'Brien jest studentem prawa, który wieczorami dorabia jako woźny. Pewnego dnia postanawia pozwać do sądu szatana, którego obwinia za swoje życiowe niepowodzenia, i zażądać odszkodowania w wysokości 8 bilionów dolarów. Wkrótce zjawia się sam pozwany.

## Obsada
- Malcolm McDowell – Szatan
- Shannen Fields – Gwen O'Brien
- Corbin Bernsen – Barry Polk
- Tom Sizemore – Tony 'The Hip' Anzaldo
- Bart Bronson – Luke O'Brien
- Rebecca St. James – Jasmine Williams

i inni.